# Nuclear RAT
Nuclear RAT (del inglés: Nuclear Remote Administration Tool) es un troyano creado en 2003 por el hacker Caesar2k, para la luz pública, este troyano ha sido clasificado por los antivirus como una amenaza de "Alto riesgo", sirve para espiar, atacar, entre otros la computadora infectada. Este troyano contiene varias herramientas, y puede generar varios servidores para alojar el troyano.

## Herramientas
El Nuclear RAT tiene diversas herramientas para manejarlo, tanto para espionaje como para causar daños leves o graves al computador donde se encuentren, y se dividen en diversas categorías (Cada categoría en inglés):

### SPY
- Screen: Sirve para tomar fotos de la pantalla del computador.
- Webcam: Sirve para tomar fotos de la persona frente a la pantalla (no videos).
- Keylogger: Sirve para ver cuales teclas presiona la persona, incluyendo clics.

### Controls
- Mouse: Sirve para volar o mover el mouse para una parte de la pantalla específicada en pixeles.
- Script creator: Sirve para crear scripts y colocarlos en el sistema del computador para diversos fines.
- Resolution: Sirve para cambiar la resolución de la pantalla, muy pixelada o con mucha calidad, también para apagar y encender la pantalla.
- Remote shell: Sirve para abrir el cmd del computador, y así revelar algunos datos internos del sistema.

### Mánager
- File manager: Sirve para ver todos los archivos del sistema ubicados en C:/
- Window manager: Sirve para diversos fines como enfocar ventana, cerrarla, minimizarla, esconderla, cambiarle el título, entre otros...
- Process manager: Sirve para ver en que está trabajando el sistema del computador, cancelar, pausar entre otros fines, algunos trabajos del sistema.

### Extras
- Shutdown: Sirve para apagar el computador.
- Message box: Sirve para mostrar carteles en la pantalla del computador como advertencia, error, entre otros...
- Chat: Sirve para que a la persona se le abra un chat en su pantalla sin poder cerrase donde puede hablar con la persona que maneja el Nuclear Rat.
- Execute: Sirve para iniciar algún programa o aplicación de la computadora.

- Datos: Q7067992